# کلیسای جامع دانکلد
کلیسای جامع دانکلد (انگلیسی: Dunkeld Cathedral) نیایشگاهی مربوط به کلیسای اسکاتلند است که در لبهٔ شمالی رود تی در پرت و کینروس اسکاتلند قرار دارد. این بنا از ماسه‌سنگ‌تراش‌خورده ساخته شده‌است. ساخت بنا این ۱۲۶۰ میلادی آغاز شد و در ۱۵۰۱ میلادی پایان یافت. مکان کلیسای دانکلد پیش از ساخت این بنا متعلق به نمازخانهٔ سلیدی دانکلد بوده‌است.